# Sphère du Feu

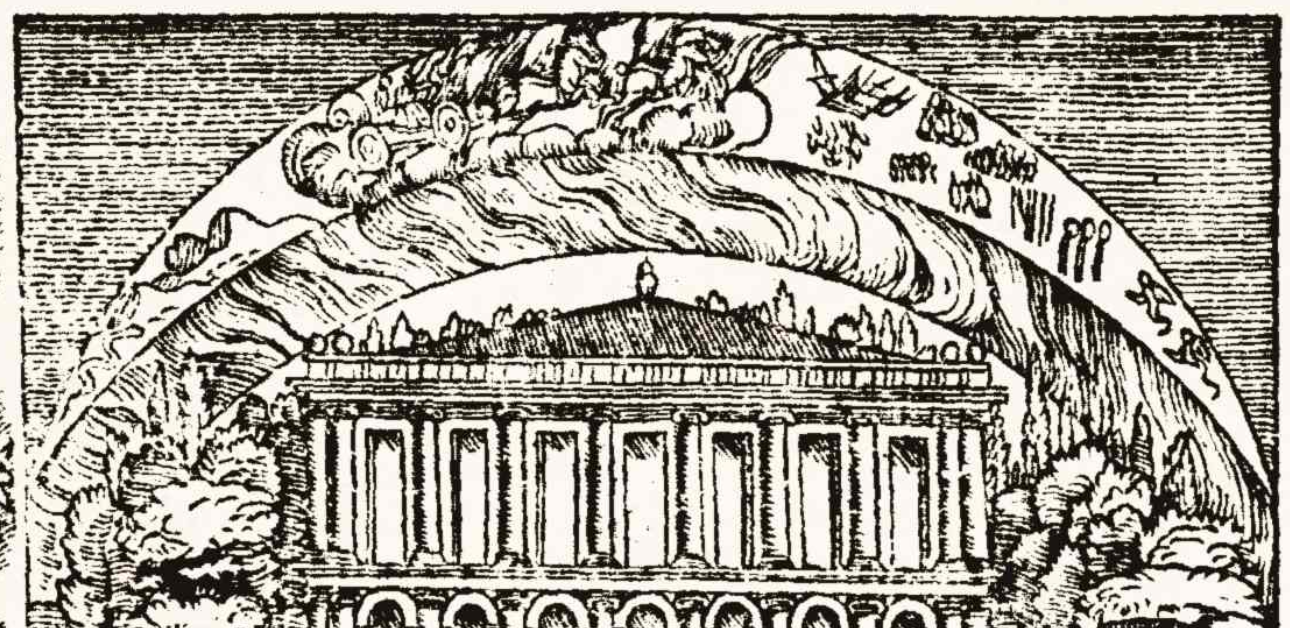
Détail d'une illustration du XXXIVe chant de Orlando Furioso, représentant le voyage de Estout vers la Lune à travers la sphère de feu (d'après une édition de Clemente Valvassori, Venise, 1553).

La Sphère du Feu est le nom donné dans l'astronomie ptolémaïque à la sphère intervenant entre et séparant, la Terre et la Lune.

## Notion traditionnelle

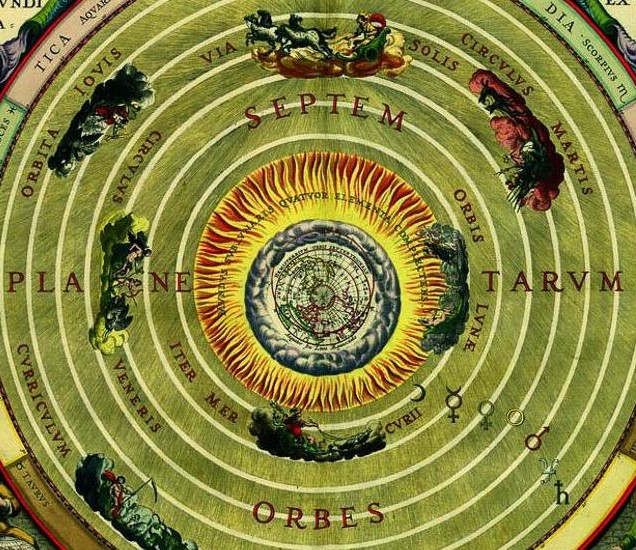
Les sphères célestes et sphères sublunaires dans un dessin d'Andreas Cellarius de 1660, représentant le cercle du feu sous forme de langues enflammées.

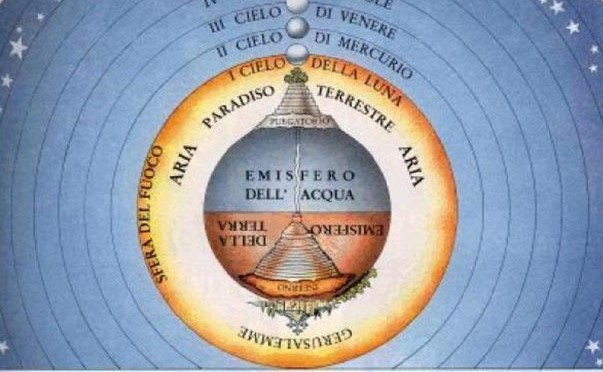
La sphère du feu domine la sphère d'air et touche le ciel supérieur du Paradis, dans la structure de l'Enfer de Dante.

S'appuyant sur la vision d'Empédocle du monde comme un gâteau à quatre niveaux d'éléments fondamentaux empilés : la terre, l'eau, l'air et le feu  avec le feu au sommet, Aristote voyait le monde sublunaire comme surmonté de la sphère du feu. La conception d'Aristote s'est répandue dans le monde hellénique, et a reçu une échelle de distance de Ptolémée : 

« en prenant le rayon de la surface sphérique de la Terre et de l'eau comme unité, le rayon de la sphère sphérique qui entoure l'air et le feu est de 33, le rayon de la sphère lunaire est de 64. »

— Helge Kragh, Conceptions of Cosmos (2007) p. 31.
Le Moyen Âge a hérité du concept des quatre éléments de la terre, de l'eau, de l'air et du feu disposés en sphères concentriques autour de la terre comme centre : en tant que le plus pur des quatre éléments, le feu  et la sphère du feu  était le plus élevé dans la séquence ascendante de la Scala naturæ et la plus proche du monde superlunaire de l'éther Dante et Béatrice dans la  Divine Comédie sont montés à travers la sphère de feu pour atteindre la Lune, tandis que trois siècles plus tard, Benvenuto Cellini a affirmé dans son autobiographie « avoir beuglé » si fort qu'il a atteint la sphère de feu.
L'astronome contemporain Jofrancus Offusius a estimé la distance de la sphère du feu à la terre en termes de multiples du diamètre de la terre et a cru que les comètes émanaient de l'espace entre la sphère de feu et la lune.

## Nouvelle philosophie
La montée de l' héliocentrisme avait, au début du XVIIe siècle, détruit les fondements  du concept de sphère du feu. John Donne a déploré en 1611 que « La nouvelle philosophie met tout en doute,  L'élément feu est tout à fait éteint ».
Néanmoins, les Paracelsiens comme Robert Fludd ont continué jusqu'en 1617 à présenter une image d'un cosmos géocentrique, avec l' Elementum ignis toujours niché juste en dessous de la Sphera Lunae .